# Anne-Marie David
Anne-Marie David (Casablanca, Protectorado francés de Marruecos; 23 de mayo de 1952) es una cantante francesa apodada "La voz de cristal", por su delicada potencia interpretativa. Ganó Eurovisión en 1973 representando a Luxemburgo y fue tercera en 1979 por Francia. Logró cierta fama en los años setenta, y su carrera llegó al cenit en los ochenta con el reconocimiento de la artista en muchos países de Europa, sobre todo en Turquía, país donde es especialmente apreciada. En 1987 decidió abandonar los escenarios, a los que había regresado recientemente.

## Inicios profesionales
Su lanzamiento musical se produjo en 1972, año en que se presentó a la preselección francesa del Eurovisión celebrado en Edimburgo, pero quedó tercera, mientras que el primer puesto fue para la cantante parisina Betty Mars. Ese mismo año grabó su primer disco, Comme un enfant, tras ser descubierta en un concurso musical en Fontveille. Después interpretó un musical, L’inconnu que je suis, que no tuvo mucha repercusión.
Su gran salto a la fama le llegó tras ser elegida para interpretar el papel de María Magdalena en la versión francesa de la ópera rock Jesucristo Superstar, tras superar un duro casting al que se presentaron más de 600 jóvenes. Este papel hizo que la crítica se fijase en ella, y su popularidad aumentó enormemente, tanto que fue proclamada madrina de la tercera cadena de televisión francesa inaugurada el 31 de diciembre de 1972.
El 20 de febrero de 1973 ganó el Premio Charles Cross de la música en Francia, el más reconocido de ese país para un intérprete musical, por la canción "Aimer".

## Festival de Eurovisión
La edición de 1973 del Festival de Eurovisión se debía celebrar en Luxemburgo, país que, tras la victoria de Vicky Leandros en la edición anterior, buscaba un artista y un tema parecido. Para ello, eligieron a Anne-Marie David, quien había de representar al Gran Ducado con la canción "Tu te reconnaîtras" de Vinne Buggy y Claude Morgan. Entre sus competidores se contaban algunas figuras reconocidas, como el incombustible Cliff Richard (representante de Reino Unido), y otras emergentes, como la cantante danesa Gitte, representante de Alemania. España era la gran rival de Anne-Marie David, representada por el conjunto bilbaíno Mocedades y la canción de Juan Carlos Calderón “Eres tú”. Finalmente, Anne-Marie David ganó con 129 votos frente a los 125 de España y 123 del Reino Unido.
Ese mismo año representa a Francia en el 4.º Festival Yamaha Music en Tokio con la canción "Comme Les Anges", no consigue clasificarse para la final.
La segunda cita con el Festival de Eurovisión le llegó en 1979, en la vigésimo cuarta edición del festival. En esta ocasión representó a su país, Francia, en Israel. Ya era conocida en Oriente Próximo y acudió Jerusalén con la canción "Je suis l'enfant soleil" de Eddy Marnay y Hubert Giraud. Ambos autores habían triunfado en Eurovisión, el primero con Frida Boccara en 1969 y el segundo con André Claveau en 1958. Ocupó el tercer lugar con 106 votos, diez puntos menos que España, que quedó segunda con Betty Missiego y “Su canción”, y por detrás de Israel, la ganadora de este edición en su casa con el popular tema "Hallelujah", de Gali Atari y Milk and Honey. Pese a no ser la triunfadora, su tema fue récord de ventas y consagró más aún su carrera.

## Carrera tras Eurovisión
En 1981 viaja a Mysen (Noruega), a la Gala del 25º Aniversario de Eurovisión, donde también cantaron otros vencedores como Lys Assia, Jacqueline Boyer, Jean-Claude Pascal, Isabelle Aubret, Grethe y Jorgen Ingmann, Udo Jürgens, Sandie Shaw, Massiel, Lulu, Frida Boccara, Lenny Kuhr, Dana, Teach-In, Brotherhood of Man, Marie Myriam, Yizhar Cohen & The Alpha Beta, Milk and Honey, Johnny Logan y los Bucks Fizz. La David volvió a interpretar el tema “Tu te reconnâitras”, con el que había ganado el festival. Tras esta gala, fue contratada para diversas actuaciones en Escandinavia. El 18 de febrero de 1982, en el Oslo Concert Hall, cantó en la ceremonia de clausura del Campeonato Mundial de Esquí Nórdico en presencia de la familia Real de Noruega. Al año siguiente, en ese mismo país, recibirá el premio a la mejor intérprete extranjera.
En 1984 vuelve al teatro, para interpretar la comedia musical para niños de Claude Bolling Le vent torubillon, que cosecha un gran éxito en el Teatro de Angers en diciembre de ese año. El 30 de marzo de 1985 vuelve a Noruega para formar parte del jurado que escoge el tema que ese país llevará a la siguiente edición del Festival de Eurovisión, en Gotemburgo. Las elegidas fueron las Bobbysocks, que dieron la primera victoria a Noruega.
En febrero de 1987 volvió a representar a Francia en otro prestigioso festival de la canción, ahora en el Festival de la Canción de Viña del Mar en Chile, con el tema "2000 ans déja", y volvió a ser tercera, como en Eurovisión ’79.

## Retirada y regreso
A pesar de su éxito internacional, en 1987 Anne-Marie David decide dejar los escenarios para tomarse un tiempo de reflexión, tras quince años de actuaciones. Se trasladó a vivir al campo y dedicó su tiempo a la cría de caballos, ocupación a la que se dedicó entre 1990 y 2002.
En 2003, coincidiendo con una mini-gira de la cantante por Francia y Bélgica, se inaugura el Club Internacional de Fanes de Anne-Marie David. La cantante vuelve a recuperar parte de su fama, y decide retomar su carrera. En diciembre de 2004 graba el CD Live à Charleroi, editado por la casa discográfica MAD Productions, que reproduce un concierto en directo realizado en el 23 de diciembre anterior en la población belga de Charleroi junto a su pianista preferido, Philippe Leoge. En el verano de 2005 realizó varias galas y fue madrina del Festival Internacional de Folclore de Montréjeau. También reapareció en televisión, amadrinó una Academia de Canto en Toulouse y sus discos vuelven a estar en las estanterías de Francia.
En la gala especial para conmemorar los 50 años del Festival de Eurovisión, celebrada en Copenhague en 2005, Anne-Marie David fue invitada para presentar una parte de la gala. También estuvo presente en el 60 aniversario del festival, celebrado en Londres en 2015 y retransmitido en directo por la BBC y otras televisiones europeas.

## Discografía
- 1972 Comme un enfant
- 2004 Live à Charleroi

| Predecesor: Vicky Leandros                                    | Ganadores del Festival de la Canción de Eurovisión 1973 | Sucesor: ABBA                                   |
| Predecesor: Vicky Leandros con "Après toi"                    | Luxemburgo en el Festival de Eurovisión 1973            | Sucesor: Ireen Sheer con "Bye, bye, I love you" |
| Predecesor: Joël Prévost con "Il y aura toujours des violons" | Francia en el Festival de Eurovisión 1979               | Sucesor: Profil con "Hé, hé m'sieurs dames"     |

- Datos: Q232884
- Multimedia: Anne-Marie David / Q232884